# Auguste Hollard
Pour les articles homonymes, voir Hollard et Monod.
Auguste Hollard, né à Paris le 23 mai 1869 et mort dans cette même ville le 22 juillet 1943, est un physicien, chimiste, traducteur et historien des religions français.

## Biographie
Auguste Hollard est diplômé de l'École municipale de physique et de chimie industrielles (aujourd'hui ESPCI Paris) en 1890 (6e promotion). Il est par la suite nommé professeur de physique nucléaire et d'électrochimie à l'ESPCI et à la Sorbonne. 
Il a aussi écrit des ouvrages sur la religion et a traduit en français les travaux du chimiste Wilhelm Ostwald. Il avait épousé Pauline Monod (1866-1947), la cousine germaine du biologiste et explorateur Théodore Monod. 
Il était le père du résistant Michel Hollard ainsi que le grand-père du chef d'orchestre Florian Hollard.

## Publications

### Ouvrages scientifiques
- L'alcool et l'alcoolisme, Jeulin, Paris, 1897.
- La théorie des ions et l'électrolyse, Carré et Naud, Paris, 1900, Gauthier-Villars , Paris, 1912.
- L'Alcool est-il un aliment?, Aberlen, Vals-les-bains, 1903.
- Les principes scientifiques de la chimie analytique, traduction de l'ouvrage de Wilhelm Ostwald, Naud, Paris, 1903.
- Contribution à l'étude théorique et pratique de l'analyse électrolytique, thèse de doctorat, Saint-Maur, 1905.
- Notice sur les travaux scientifiques de M. Auguste Hollard, Bouillant, Saint-Denis, 1907.
- La Matière est-elle vivante?, Coueslant , Paris, 1910.
- Analyse des métaux par électrolyse, Dunod et Pinat, Paris, 1919.
- Les Principes de la chimie moderne, Stock, Paris, 1924.

### Ouvrages historiques
- L'Homme collaborateur de la création, Montbéliard, 1913.
- Le Problème du mal vu à travers l'égoïsme des lois de la nature, Fischbacher , Paris, 1916.
- Apothéose de Jésus, Ernest Leroux, Paris, 1921.
- L'Attitude de Jésus en face de la tradition, Montbéliard, 1922.
- Le Dieu d'Israël, préface d'Adolphe Lods, œuvres publiées sous la direction d'Edmond Fleg, Rieder, Paris, 1933.
- Saint Paul, Jean Crès, Paris, 1934.
- Deux hérétiques : Marcion et Montan, Nouvelle Revue critique, Paris, 1935.
- Histoire du texte du Nouveau Testament, Berger-Levrault , 1936.
- Les Origines des fêtes chrétiennes, Nouvelle Revue critique, Paris, 1936.
- Les Cultes de mystères, Berger-Levrault, Paris, 1938.
- Michel Servet et Jean Calvin, Bibliothèque d'Humanisme et Renaissance, tirage à part.